# Gary Emerson
Gary Emerson (...) è un astronomo amatoriale statunitense.
Appassionatosi da ragazzo all'astronomia a seguito dello Sputnik 1, ha poi lavorato per aziende aerospaziali tra cui la Ball Aerospace and Technologies e la sonda Deep Impact.
Il Minor Planet Center gli accredita la scoperta dell'asteroide 8898 Linnaea effettuata il 29 settembre 1995.